# Orthia hechtiae
Orthia hechtiae är en fjärilsart som beskrevs av Dyar 1910. Orthia hechtiae ingår i släktet Orthia och familjen nattflyn. Inga underarter finns listade i Catalogue of Life.